# 왕광 (경시)
왕광(王匡, ? ~ 25년)은 중국 신나라 때의 사람으로 녹림의 난의 주모자로서 녹림군을 창시한 이 중 한 명이다. 훗날 한 경시제 정권에서 중신이 되었다. 강하군 신시현(新市縣) 출신이다.

## 생애
신나라 말기에 남쪽 지역에 기근이 들어 사람들이 물건을 빼앗고 다툼이 심해지자, 왕봉과 함께 분쟁을 조정하였다. 그러더니 사람들에 의해 우두머리로 추대되어 수백 명의 무리를 거느리게 되었고, 마무, 왕상, 성단 등이 합류하였다. 왕광의 무리는 거병하여 녹림산(綠林山)으로 숨었는데, 수개월 만에 7, 8천 명으로 수가 늘어났다. 지황 2년(21년)에는 형주목이 2만의 군사를 보내 이들 녹림군을 공격했는데, 강하군 운두(雲杜)현에서 이를 격파하여 수천 명을 죽이고 경릉현을 함락시켰다. 마침내 녹림군의 수는 5만 여명에 달하였고, 주와 군의 통제 능력을 능가했다.
지황 3년(22년), 역병이 들어서 반수가 죽어, 녹림군은 흩어졌다. 이때 왕봉·마무·주유 등과 함께 전수군(한의 남양군)으로 들어갔다. 이쪽 녹림군의 일파를 신시병이라 한다.
용릉에서 전한의 종실 유연이 용릉병을 일으키고 녹림군과 연합하려 하자, 평림병의 지도자 진목(陳牧) 등과 함께 호응해 함께 신나라와 싸웠다. 그러나 소장안취에서 신나라의 전수대부 진부와 전수속정 양구사에게 참패하자 신시병과 평림병은 회군하려 했다. 유연은 녹림군의 다른 일파인 하강병을 끌어들였고, 결국 지황 4년(23년) 정월에 녹림 연합군은 함께 신나라 군을 무찌르고 진부와 양구사를 모두 베었다. 이후 녹림군에서 황제를 추대할 때 신시병과 평림병의 장군들은 유연의 위명을 꺼려서 유약한 평림병 소속 경시장군 유현을 지지했고, 결국 유현이 황제가 됐다. 왕광은 정국상공(定國上公)에 봉해졌다.
경시 원년(23년) 8월, 신나라에서 태사 왕광과 국장 애장(哀章)으로 낙양을 지키게 하자, 경시제의 명령으로 낙양을 공격했다. 신나라 황제 왕망이 살해된 9월, 낙양을 함락해 신나라의 왕광과 애장을 생포해 서울 완으로 보내니, 완에서는 이들을 모두 베었다.
경시 2년(24년) 2월, 경시제가 장안으로 천도하고 이성제후왕을 봉하면서 남양군 비양현(지금의 허난성 비양현 부근) 땅을 받아 비양왕(比陽王)에 봉해졌다. 이후에는 장앙과 함께 삼보에서 횡포를 부렸다. 12월, 적미가 입관했다. 이 무렵 양읍왕(襄邑王) 성단(成丹)과 항위장군 유균(劉均) 등과 함께 하동군과 홍농군에 나눠 주둔하면서 적미를 막았으나, 적미의 무리가 너무 많아서 당해낼 수 없었다. 후한 광무제는 경시제 정권이 적미군을 못 당해낼 것이라고 보고 등우를 보냈고, 등우는 건무 원년(25년) 정월 하동군에 진입해 하동도위와 경시제의 대장군 번참(樊參)을 연이어 무찔렀다. 왕광은 성단과 유균 등과 군사를 합쳐 10여 만을 거느리고 등우와 싸워 이겼다. 등우 군에서는 퇴각을 권했으나 등우는 듣지 않았다. 다음날 기해일, 육갑에 따르면 궁일(窮日)이라 출진하지 않았고, 그 사이 등우군은 재정비를 했다. 그 다음날, 전군을 거느리고 등우를 쳤는데, 등우는 군대가 경거망동하지 못하게 하다가 왕광 등의 군대가 영채 아래에 이르렀을 때에 일제히 북을 치고 공격하니 왕광 등이 대패해 군을 버리고 장안으로 달아났다. 유균과 하동태수 양보, 지절중랑장 미강 등이 사로잡혀 참수됐고, 하동군은 광무제에게 평정되었다. 6월 갑자일, 안읍에서 등우에게 대패했다.
장앙이 제장들에게 적미를 당해낼 수 없으므로 장안 주변을 약탈하고 남양으로 돌아가서 완왕 유사와 합류하고, 잘 안 되면 예전처럼 도둑질이나 하자고 제안했다. 신도건·요담 등이 동의하고 경시제에게 제안하자, 경시제는 거절하고 왕광에게 진목·성단·조맹 등과 함께 신풍현에 주둔하고 이송은 추성에 주둔해 함께 적미군을 막게 했다. 이달에 적미군은 유분자를 황제로 세웠다. 그런데 장앙·요담·신도건·호은·외효가 함께 경시제를 협박하려다가 들통나 신도건이 죽고 나머지는 달아나는 사건이 발생했고, 경시제는 제장들에게 의심을 품어 왕광도 진목·성단과 함께 불러들인 다음 진목·성단을 죽였다. 왕광은 두려워 장안으로 들어가 장앙 등과 합했고, 경시제 편에 선 이송·조맹 등과 함께 성내에서 한 달여 간을 싸우다 패주했다. 마침 적미군이 고릉에 오니, 적미군에 항복해 함께 진격해 성을 함락했다.
이해, 호은·성단 등과 함께 후한의 상서 종광에게 항복해 동쪽으로 가다가, 안읍에서 달아나려 해 종광에게 함께 목이 베였다.

## 출전
- 《후한서》 권11, 유현유분자열전